# Caguas

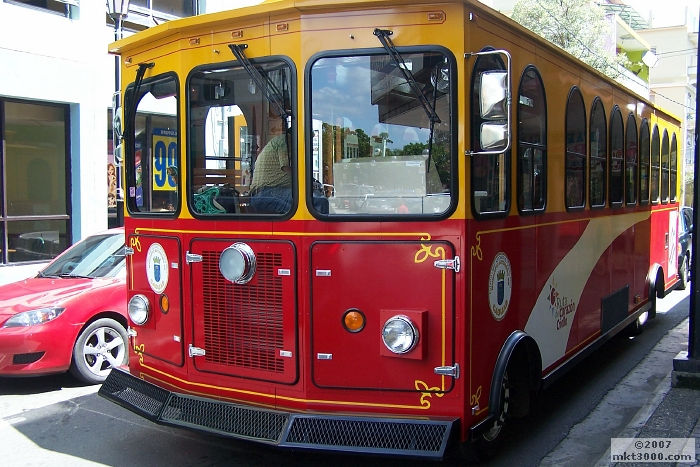
Trolejbus e Caguas

Caguas – miasto w Portoryko, w środkowej części wyspy Portoryko, przy drodze samochodowej San Juan-Ponce, w aglomeracji San Juan.

## Demografia
- Liczba ludności: 140.502 (2004)
- Gęstość zaludnienia: 923,5/km²
- Powierzchnia: 152,1 km²

## Dane ogólne
Osada założona została w 1775 roku. Ośrodek handlowo-usługowy regionu rolniczego. Przemysł cukrowniczy, tytoniowy, winiarski, chemiczny oraz rzemieślniczy. Eksploatacja pobliskich złóż marmurów.

## Miasta partnerskie
- Hartford, Stany Zjednoczone